# La Luz Fútbol Club
La Luz Fútbol Club, noto semplicemente come La Luz, è una società calcistica di Montevideo, in Uruguay.

## Storia
Fondato il 19 aprile 1929 nel quartiere di Aires Puros della capitale uruguaiana, prese il nome di "La Luz" (la luce) in quanto i suoi fondatori si riunivano inizialmente in una cantina che era l'unico edificio nella zona ad essere dotato di corrente elettrica.
Nel 1999 ha stipulato un accordo con il movimento salesiano "Tacurú", di modo da permettere a giovani di estrazione sociale umile un'opportunità di iniziare la carriera calcistica nel vivaio del club.
La Luz è un club professionistico. Ha militato a lungo nella Primera C (o Liga Metropolitana, poi diventata Segunda División Amateur de Uruguay, terza serie del campionato uruguaiano), torneo che ha conquistato ben 4 volte (record insieme al Villa Española).
Al termine del torneo di Apertura del campionato 2008-09, problemi economici hanno costretto La Luz al ritiro anticipato. Nella stagione 2009-2010 non disputa alcun campionato AUF.

## Palmarès

### Competizioni nazionali
- Segunda División Amateur de Uruguay: 4

1976, 1992, 2001, 2003
- Divisional Intermedia: 1

1962
- Divisional Extra: 1

1933

### Altri piazzamenti
- Copa Uruguay:

Finalista: 2022